# Murabbaʿat 20
Murabbaʿat 20 (abgekürzt: Mur20) ist die Bezeichnung für einen antiken Papyrus aus dem Wadi Murabbaʿat. Es handelt sich dabei um einen in aramäischer Sprache abgefassten jüdischen Ehevertrag (Ketubba).
Der Papyrus wurde 1951/1952 im Wadi Murabbaʿat (hebr. Nahal Deragot) am Nordwestufer des Toten Meeres, damals Jordanien, entdeckt. Er ist eines von 174 antiken Dokumenten, die dort in fünf Höhlen gefunden wurden, teils von Beduinen, teils in offiziellen Ausgrabungen.
Vom Papyrus ist ein 4 × 15,5 cm großer Teil erhalten. Er enthält auf der Vorderseite (Rekto) die ersten Drittel (im unteren Teil weniger) von 17 Zeilen. Ursprünglich dürfte das Dokument noch mehr als zehn Zeilen länger gewesen sein.
Bei dem Papyrus handelt es sich um einen jüdischen Ehevertrag (Ketubba), in dem die Hochzeitssumme (das der Braut zustehende Vermögen im Fall einer Scheidung), die Rechte der Frau im Fall des Todes des Mannes sowie die Rechte der Kinder, insbesondere der ledigen Töchter, festgelegt werden. Diese Angaben sind im Dokument nur fragmentarisch erhalten, einige von ihnen können auf der Grundlage ähnlicher Dokumente rekonstruiert werden.
Das Dokument ist eine Doppelurkunde, das heißt, „daß derselbe Text zweimal untereinander auf ein und denselben Papyrus geschrieben wurde, u.z. so, daß zwischen den beiden Texten ein leerer Raum von ca. 2-3 cm Breite gelassen war; der obere Schrifttext wurde dann zusammengerollt, mit Papyrusfäden […] gebunden und versiegelt, während der untere Text nur zusammengefaltet wurde, damit er leicht nachgelesen werden konnte.“
Auf der Rückseite (Verso) solcher Dokumente befinden sich, üblicherweise vertikal auf dem unteren Teil geschrieben, die Unterschriften der Brautleute, der Zeugen und eventuell des Schreibers. Es ist nur der Anfang von einer der Unterschriften erhalten, ein „Juda, Sohn des Jh[…]“
In der ersten Zeile ist ein Teil der Datierung erhalten: „7. Adar, Jahr elf“. Die Angabe, nach welcher Ära das Jahr gezählt ist, ist nicht erhalten. Es könnte die Ära nach einem römischen Kaiser gewesen sein oder die nach der Gründung der Provinz Arabien. Im letzteren Fall entspräche das Datum dem Februar 117 n. Chr.
In Zeile 16 (der zweiten Zeile des unteren Textes) ist der Ort angegeben, an dem das Dokument ausgestellt wurde: Ḥar(o)dona (eventuell Chirbet Ḥareẓān, 6  km südöstlich von Jerusalem).